# 可他克汀山
可他克汀山（Catoctin Mountain）與地質學上相關的公牛溪山脈（Bull Run Mountains）是蓝岭山脉（屬於阿巴拉契亚山脉的一部分）最东端的山脊。本山脈山脊為东北/西南走向，長約80公里，起自马里兰州埃米茨堡附近的南山，向南经过弗吉尼亚州利斯堡，在新巴尔的摩附近的成為一系列低矮山丘，中止於皮埃蒙特。本山脈是劳登谷（Loudoun valley）和米德尔敦谷（Middletown valley）的東側山地。

## 地理
可他克汀山穿过马里兰州弗雷德里克县，延伸到弗吉尼亚州劳登县北部，最高峰在坎寧安瀑布州立公园（Cunningham Falls State Park）西南，海拔1900英尺。主要的橫切山口有位於布拉多克高地（Braddock Heights）的美景山口（Fairview Pass）、波托马克河經過的巨石点，以及利斯堡以西的克拉克山谷（Clarke's Gap），還有在马里兰州和弗吉尼亚州的幾個未命名的山口。可他克汀山在弗吉尼亚州境內的高度較低，最高處是礦爐山（Furnace Mountain，海拔891 英尺/271 米），而在利斯堡以南只有一個山峰高於海拔240公尺。
本山脈北端在馬里蘭州，主要僅有一個單一的南北向主脈，間雜較低下的山口，另外還有幾個支脈，最主要的位於其北端附近與南山（Sounth Mountain）交會處。 本山在勞登縣北部，波托馬克河以南，海拔下降，直到利斯堡以北，成為廣闊高原上的起伏丘陵，由深溪谷隔開，整個地形在鵝溪（Goose Creek）以北最寬，在鵝溪以南可他克汀山消失在皮埃蒙特的鄉間，也就是Aldie的公牛溪北端附近 。

## 休閒活動
山中有許多联邦、州、地方和私人保护区，包括馬里蘭州境內的 Emmitsburg 水库、 卡他克汀山公园、坎寧漢瀑布州立公园、弗雷德里克市森林、 Gambrill 州立公园、切萨皮克和俄亥俄运河国家历史公园，以及弗吉尼亚州的 Morven 公园庄园。
北半部長27英里（43公里）的可他克汀步道，由波多馬克阿帕拉契步道俱樂部（Potomac Appalachian Trail Club）维护，始于 Gambrill 州立公园（公園內還有较短的健行步道及越野自行车道和野餐亭），經過弗雷德里克市森林，到达 坎寧漢瀑布公园和可他克汀公園。两個公园有不少較短的远足健行步道與露營地。
山地的北部有Journey Through Hallowed Ground通過，是美國风景道路之一。

## 地理學

### 命名
依據在没有单一突出山峰的情况下，整个山脈僅稱为单一“山”的惯例，可他克汀山的英文名字為Catoctin Mountain，但仍然偶尔（并且错误地）被称为“Catoctin Mountains”。不過其實是有兩個較高的山峰，一个在波多馬克河以南的弗吉尼亚州境內，一个在马里兰州。
據美國地質調查局稱，可他克汀山的其他名字還有包括基托奇尼山（ Kittochiny Mountains）、基托克頓山（ Kittockton Mountain或 Kittocton Mountain）`，以及南山（ South Mountain）。 然而在馬里蘭州，南山和可他克汀山指的是兩條獨立的、大致平行的山脈。
马里兰州弗雷德里克以西的山脊在当地被称为布拉多克山（Braddock Mountain），在70 号州际公路穿过其山顶的地方有以此名稱標示的指標－－雖然该名称未记录在联邦地名信息系统中（GNIS）。（但是位在該處的社區在GNIS中確實記錄為 Braddock Heights 社区。 )

### 地質
可他克汀山與鄰近地區的蓝岭/南山地質學上相似，由元古宙卡他克汀變質火成綠岩（Catoctin metabasaltic greenstone），夾雜变质沉積岩的白色石英與其他千枚岩和前寒武纪玄武岩流。绿岩最初形成于大约 5.7 亿年前，是超级大陆罗迪尼亚的一部分。后来在阿勒格尼造山运动期间，綠岩隆升并向西移動，因此夹杂着古生代的沉积岩。 

### 植物與動物
山體大部分由破碎的岩石組成，是大量木材响尾蛇的家园。还有黑熊、火鸡和鹿，以及秃鹰和其他猛禽。

## 歷史
“Catoctin”这个名字可能来源于Kittoctons ，是原居於本山與波托马克河之間的美洲印第安部落或氏族。 （但當地流傳Catoctin在印地安語的意思是“许多鹿的地方”。 )
可他克汀山最著名的可能是戴维营，这是美国总统的度假山莊。 1930 年代，富兰克林·D·罗斯福总统首先使用它，并称其为“香格里拉”。 1950 年代，德怀特·艾森豪威尔总统以他的孙子戴维·艾森豪威尔的名字，更名为戴维营。此處受到美国特勤局的严密保护，只有经过批准的總統賓客才能进入。由于靠近华盛顿特区，以及美麗的風景，戴维营是许多美国总统最喜愛的周末去處，大约 1/3 的可他克汀山公园可能會臨時宣布暫停對大眾開放。